# Phrynobatrachus keniensis
Phrynobatrachus keniensis là một loài ếch trong họ Petropedetidae.
Nó được tìm thấy ở Kenya và Tanzania.
Các môi trường sống tự nhiên của chúng là đồng cỏ ở cao nhiệt đới hoặc cận nhiệt đới, sông, và đầm nước. Loài này đang bị đe dọa do mất môi trường sống.